# Le Faux Coupon
Le Faux Coupon (titre original en russe : Фальшивый купон) est un roman court de Léon Tolstoï paru en 1911.

## Historique
Le Faux Coupon, dont l'écriture fut terminée en 1904, est publié dans le tome I des œuvres posthumes éditées par Alexandra Lovna. 
La nouvelle raconte les conséquences de la falsification d’un coupon, tout d’abord les malheurs en cascade qui en découlent : démission, licenciements, faux témoignage, vols, lynchages, assassinats, puis par les paroles de la plus simple des femmes le retour dans un cercle vertueux.
Les personnages se croisent et les interactions touchent toutes les couches de la société, du tsar aux moujiks.
Les actions sont rapides, à peine décrites, seules les conséquences intéressent l'auteur. Les personnages apparaissent et disparaissent, seul le coupon, qui représente le mal, et le bagnard Stépane, qui représente le bien, sont les héros de cette nouvelle.

## Résumé
Fiodor Mikhaïlovitch Smokonikov donne de l’argent de poche à son fils Mitia, un coupon de deux roubles cinquante et cinquante kopecks. Mitia, qui a des dettes, a besoin de plus. Il se rend chez son ami Makhine, qui a l'idée de transformer le coupon en douze roubles cinquante en rajoutant le chiffre 1 devant 2,50. Les deux garçons écoulent le coupon falsifié dans un magasin. La patronne, Maria Vassilievna, n’y voit que du feu. Quand Eugène son mari, rentre, il s’aperçoit de la falsification, il injurie sa femme qui en retour souhaite secrètement sa mort.
Eugène repasse le coupon à un marchand de bois. Ivan Mironov, le vendeur de bois, va se réchauffer dans un cabaret. Quand il veut payer avec son coupon, le cabaretier appelle la police. Ivan est emmené au poste. Le lendemain, Ivan Ivanov doit payer cinq roubles de bakchich pour sortir. Il fait un procès à Eugène Mikhaïlovitch, le perd. Eugène Mikhaïlovitch a donné dix roubles à son portier Vassili pour faire un faux témoignage. Vassili qui croyait à la justice jusque-là, se met à voler son patron : il est licencié. Il quitte la ville, devient gardien d’un verger, mais il veut gagner beaucoup d’argent d’un seul coup. Il revient en ville et se fait cambrioleur.
Piotr Nikolaïévitch Sventiski, propriétaire terrien, découvre le vol de trois chevaux dans son écurie. Il a toujours bien traité ses paysans et ce vol le met dans une rage folle. Il accuse à tort son cocher, Prochka Nikolaïev. Il finit par le renvoyer pour une broutille : le garçon se met à boire et à voler.
En fait, le voleur était Ivan Mironov : il a abandonné le commerce du bois, il est voleur de chevaux. Il a du succès pendant un temps, mais il se fait lyncher par des paysans.
Stépane Pélaguéiouchkine, le principal assassin de Mironov, est condamné à un an de prison, sa femme meurt. À sa sortie, il assassine un couple qui l’a accueilli pour la nuit, puis une femme et ses enfants, une famille entière. Il est finalement arrêté et avoue tous ses meurtres. 
Piotr Nikolaïévitch Sventiski est lynché un an plus tard par des paysans à qui il a confisqué les bêtes. Deux de ses meurtriers ont été condamnés à la pendaison. Sa veuve Nathalie Ivanovna envoie un télégramme au tsar demandant leur grâce. Le tsar refuse : il se contente de dire « la loi ».
Maria Vassilievna reconnaît Mitia Smokonikov dans la rue. Elle le suit jusqu'à son collège et trouve une oreille convaincue chez le professeur d’instruction religieuse, le père Mikhaïl Vvedenski, qui a le garçon dans son collimateur depuis un certain temps. Quand il raconte la falsification du coupon en classe en fixant Mitia, ce dernier s’enfuit. 
Fiodor Smokonikov vient faire scandale à l’école. C’est la goutte d’eau qui décide le Père Vvedenski à se faire moine. Il devient le Père Missaël. Il est envoyé en province pour lutter contre des schismatiques. Il fait un sermon accusateur qui déclenche un lynchage. Tchouiev, le meneur, est déporté. Le Père Missaël, lui, est promu. Plus tard, au monastère de Souzdal, où quatorze religieux sont emprisonnés pour hérésie, le Père Missaël, touché par les accusations de l’un des religieux, fait libérer sept prisonniers et part faire retraite dans un monastère.
Stépane Pélaguéiouchkine retrouve dans la même cellule que Vassili et Tchouiev. Ce dernier par des paroles simples le convertit à la foi chrétienne, pas celle de l’Église officielle. Stépane apprend à lire. 
Makhine, devenu juge d’instruction, instruit le procès de Stépane. Fortement impressionné par sa conversion, il raconte à Lise Yéropkina, jeune fille de dix-huit ans qu’il courtise, l’histoire de Stépane. Lise, bouleversée, décide de distribuer ses biens : transformation de Makhine.
Vassili, qui s’est évadé de prison, vole trente-cinq mille roubles au marchand Krasnopouzof. Il distribue cet argent aux pauvres et donne quatre cents roubles à son ancien patron, Eugène Mikhaïlovitch, dont l'affaire périclite. 
Dix ans plus tard, Mitia Smokonikov, ingénieur en tournée en Sibérie, rencontre Stépane. Touché par les paroles du bagnard, il abandonne sa vie dissolue et décide de fonder une famille.

## Extraits
Vassili à Eugène Mikhaïlovitch : « Selon l’évangile, on dit : rends le bien pour le mal. Vous m’avez causé beaucoup de mal avec le coupon, et moi j’ai fait grand tort au paysan, mais voilà que j’ai pitié de toi. Tiens prends ces quatre Katherinettes (billet de cent roubles) et souviens-toi de ton portier Vassili. »

## Personnages
- Krasnopouzof, riche marchand, dépouillé par Vassili.
- Makhine, troisième possesseur du coupon, il en modifie la valeur, juge d’instruction de Stépane Pélaguéiouchkine.
- Marhorkine, bagnard, bourreau, est converti en prison par Tchouiev.
- Mikhaïlovitch, Eugène, quatrième possesseur du coupon, tient une boutique avec sa femme Maria Vassilievna.
- Mironov, Ivan,  cinquième possesseur du coupon, marchand de bois, il se fait arrêter à cause du faux coupon, voleur de chevaux, meurt lynché.
- Nikolaïev, Prochka, cocher, accusé à tort du vol des chevaux.
- Pélaguéiouchkine, Stépane, il a lynché Mironov, est devenu criminel, se convertit en prison.
- Semionova, Maria, cinquante ans, soutien de famille, assassinée par Stépane.
- Smokonikov, Fiodor Mikhaïlovitch possesseur initial du coupon, président de la cour des comptes.
- Smokonikov, Mitia, deuxième possesseur du coupon, quinze ans.
- Sventiski, Piotr Nikolaïévitch, propriétaire terrien, devient dur avec ses paysans, meurt lynché.
- Tchouiev, meneur d’un groupe de schismatiques, veut le retour aux évangiles, convertit Stépane en prison.
- Tourtchaninova, jeune femme révolutionnaire.
- Vassili, portier d’Eugène Mikhaïlovitch, il fait un faux témoignage, devient voleur.
- Vassilievna, Maria, femme de Mikhaïlovitch.
- Vvedenski, Mikhaïl, ecclésiastique et professeur de Mitia Smokonikov, il démissionne et devient le Père Missaël.
- Yéropkina, lise, dix-huit ans, touchée par le récit de la conversation de Stépane.

## Éditions françaises
- Le Faux Coupon, traduit par Édouard Beaux, Gallimard, « Bibliothèque de la Pléiade », 1960  (ISBN 2 07 010565 2).
- Le Faux Coupon et autres contes, traduit par J.W. Bienstock, Paris, Nelson, [1911]

## Adaptation
- L'Argent (1983), film de Robert Bresson.